# Matsumurella phaea
Matsumurella phaea är en insektsart som beskrevs av Alexander Fyodorovich Emeljanov 1962. Matsumurella phaea ingår i släktet Matsumurella och familjen dvärgstritar. Inga underarter finns listade i Catalogue of Life.